# فيرا ريبريك
فيرا فيكتوريفنا ريبريك  ( أوكرانية : Віра Вікторівна Ребрик; (بالروسية: Вера Викторовна Ребрик); مواليد 25 فبراير 1989 في يالطا ) رياضية أوكرانية (حتى 2014)، و تحمل الهوية الروسية (منذ 2015)  متخصصة في رياضة رمي الرمح ,
أفضل رقم شخصي لها فيي رمي الرمح هو 66،86 متر والذي حققته في بطولة ألعاب القوى الأوروبية 2012 في هلسنكي، و حاصلة أيضا على الرقم القياسي العالمي المبتدئين من 63،01 متر.

## وصلات خارجية
- فيرا ريبريك على موقع الاتحاد الدولي لألعاب القوى (الإنجليزية)
- فيرا ريبريك على موقع الدوري الماسي (الإنجليزية)
- فيرا ريبريك على موقع اللجنة الأولمبية الدولية (الإنجليزية)
- فيرا ريبريك على موقع أوليمبيديا (الإنجليزية)